# Eurylister silvestris
Eurylister silvestris är en skalbaggsart som först beskrevs av Schmidt 1897.  Eurylister silvestris ingår i släktet Eurylister och familjen stumpbaggar. Inga underarter finns listade i Catalogue of Life.